# Coördinatiecentrum voor noodhulp
Het Europees Coördinatiecentrum voor noodhulp, officieel het Emergency Response Coordination Centre (ERCC), is de uitvoerende instantie van de Europese Unie voor burgerbescherming. Het coördineert de bijstand aan door rampen getroffen landen met onder meer hulpgoederen, expertise, teams voor civiele bescherming en gespecialiseerde apparatuur.
Het centrum zorgt voor de snelle inzet van noodhulp en fungeert als coördinatiepunt tussen alle EU-lidstaten, de 8 andere deelnemende landen, het getroffen land en deskundigen op het gebied van civiele bescherming en humanitaire hulp.
Het ERCC werkt 24/7 en kan op verzoek van de nationale autoriteiten of een VN-orgaan elk door een grote ramp getroffen land binnen of buiten de EU helpen.